# 八尺様
八尺様（はっしゃくさま）は、2008年8月26日に匿名掲示板「2ちゃんねる」オカルト板のスレッド「死ぬほど洒落にならない怖い話を集めてみない?196」に投稿された怪談、および同スレに登場する妖怪である。
身長が8尺（約240cm）あるとされる白いワンピース姿での女性の妖怪で、田舎に出没し「ぽぽぽ」という声を発する。魅入った子供をどこかに連れ去ってしまうとされている。

## 概要
名前の通り、8尺（約240cm）ある高身長の女性の姿をしており、若い女性や老婆、中年女性などがいる。並木伸一郎によると、白か黒のワンピース姿で現れることが多く、白い帽子を被っているため、顔が判別しにくい。
「ぽぽぽ」という人間のような機械のような奇妙な女の声で笑い、人間を襲う。狙った人間を数日以内に取り殺すが、成人前の若者、特に子供を狙う傾向がある。声色を自由に変える能力を持ち、狙った人間が知っている人の声を出しておびき寄せたり、ドアや窓を叩いて音を鳴らすことがある。かつては地蔵が八尺様を特定の地域に封印していたが、現在は何者かにその地蔵が壊されており、八尺様は自由にどこにでも出没できる状態となっている。
護符を肌身離さず持ち、四隅に塩を盛った部屋に朝の7時まで閉じこもり、神仏に祈るという対策が言い伝えられている。また、出会ってしまった時は話しかけず、指を指したりしてはいけない。しかし、八尺様に出会って助かったものは誰ひとりいないとされる。
山陰地方に伝わる「大女の妖怪」であるとされることがある。

## あらすじ
語り手は高校生時代、休みの日に田舎に住む農家の祖父母の家を定期的にバイクで訪ねていた。しかし、高校3年生になる直前の春休みに訪ねたのを最後に、10年近く祖父母を訪ねていなかった。その理由は以下の通りである。
10年前の春休みに入ってまもないときのこと、いつものように祖父の家を訪ねた語り手は、縁側で何気なくくつろいでいると、「ぽぽぽ」という奇妙な声を聞く。周りを見渡すと、目の前の庭の生垣の向こうに、帽子をかぶった白いワンピース姿の女性がいた。生垣の高さは2メートル近くあるため、その生垣の向こうに見える女性は相当身長が高いことがわかる。語り手が驚いているうちにその女性はどこかへ消えてしまうが、その時は深く考えていなかった。
その後、語り手は祖父母に何気なく、先ほどの女性の話をするが、背の高さと「ぽぽぽ」という声のことを話すと、それを聞いた2人の態度は急変。語り手に激しく質問を浴びせた祖父はどこかに電話をかけると、「今日は帰すわけには行かない」と言い、軽トラックでどこかへ走り去る。事情を知らない語り手が祖母に尋ねると、祖母は語り手が見たのは「八尺様」で、八尺様は数年から十数年おきに現れ、見た者を数日のうちに取り殺してしまうこと、八尺様は村の四方に祀られた地蔵により村の中に封印されていると話す。やがて祖父に連れられてやってきたAという老婆が語り手に札を渡し、窓が全部新聞紙で目張りされ、その上にお札が貼られており、四隅に盛塩が置かれ、仏像が置かれた2階の部屋に案内する。祖父とAが言うには、語り手が八尺様から助かるためには、この部屋に札を持って翌朝7時まで外に出ずに閉じこもる必要があるのだ。
恐怖に震えながらも部屋で食事を済ませ、布団に潜り込む語り手だが、夜の1時頃に八尺様が窓の外に出現し、部屋の窓ガラスを叩く。たまたま目覚めていた語り手は誰ががコツコツという音を聞き、「これは風のせいだ」と怯えていると、今度は部屋のドアの向こうから「怖けりゃ無理せんでいいぞ」「こっちへ来ていいぞ」の声が。語り手は思わずドアを開けようとするが、「決して部屋から出るな」との言葉を思い出し、さらに部屋の盛り塩が黒くなっているのを見て驚き、すかさず「ぽぽぽ」という声が窓の外から鳴り響く。語り手は必死の思いで仏像に縋るうちに眠ってしまったらしく、7時頃に起きると窓の外の声も叩くような音も消え、四隅の塩はやはり変色していた。
祖父母たちは起床した語り手に家の前にあるワンボックスのバンに乗るよう言う。中には父親やA、見知らぬ数人の男たちがいた。彼らから「いいと言うまで我慢して目を閉じ、下を向くように」と指示された語り手を乗せ、祖父の運転する軽トラが先頭、次が語り手が乗っているバン、後に父親が運転する乗用車という車列で発車する。車がゆっくりと進む中、またも八尺様が出現、声を立てながら車と並走し語り手のバンの窓を叩き、中を覗き込もうとする。大人たちも念仏を唱え始め、やがて窓の外の音は消える。
危機を乗り越えたと安堵する祖父は話す。今集まった男たちは全て祖父の血縁で、少しでも八尺様の目を語り手から逸らすために集まったこと。父親が子供の頃、彼の友達が八尺様に魅入られ命を落としたり、他の土地に移り住んだことがあること。そして最悪の場合には祖父か父親が身代わりになる覚悟だったこと。祖父は二度と八尺様を見た場所には近づくなと言い、語り手を家に帰す。
その後も祖父は八尺様を避けるため語り手に「絶対に（この土地に）来るな」といい続け、2年前に没した際にも語り手は葬式に参列できなかった。それから10年後の現在。祖母から語り手に突然電話があり、語り手は八尺様を封じている地蔵が何者かに破壊されたことを知る。語り手は今となっては迷信だと信じつつも、かなり心配だとし、スレは締められる。

## 大衆文化
「八尺様」はオカルト・ホラー系のストーリーとして、「コトリバコ」や「ヤマノケ」と並んでインターネット上で話題となっている。
八尺様は、漫画家やイラストレーターの間でブームとなっている。SNSやウェブ上で見られる八尺様を扱った漫画やイラストでは「ぽ」としか喋れない誇張された演出が散見されるが、前述の通り八尺様は他人の声色を真似て喋ることができる。一例として集英社のウェブコミック配信サイト『少年ジャンプ+』（集英社）で連載中の『都市伝説先輩』第16話からは八尺様をモチーフにしたキャラクターが登場する。
八尺様は『裏世界ピクニック』や『劇場版ほんとうにあった怖い話 ～事故物件芸人3～』、コンピュータゲーム『Silent Playhouse Residence』などに登場する。『バイオハザード ヴィレッジ』に登場するオルチーナ・ドミトレスクは、八尺様に触発されたと考えられている。